# 669 г. пр.н.е.

## Събития

### В Азия

#### В Асирия
- Цар на Асирия е Асархадон (681/0 – 669 г. пр.н.е.).[1]
- Размирици в покорения Долен Египет принуждават царя да подготви и започне нов поход срещу египтяните, но скоро се разболява и умира.[2]
- Ашурбанипал наследява баща си като цар на Асирия, но брат му Шамаш-шум-укин, който трябва да наследи Вавилон е принуден да поеме престола едва на следващата година.[3]
- Тези събития отлагат новия поход срещу Египет.

#### В Елам
- Цар на Елам e Уртаку (675 – 664 г. пр.н.е.).[4]

### В Африка

#### В Египет
- Фараонът на Египет Тахарка (690 – 664 г. пр.н.е.) се възползва от размириците в териториите под асирийско върховенство и си възвръща контрола на Долен Египет и Мемфис.[5] Смъртта на Асархадон също му помага отново да затвърди властта си над региона.

### В Европа
- Аргос, начело с Фидон, постига паметна победа над Спарта в битката при Хисия.[6]

## Починали
- Асархадон, цар на Асирия (упр. 681/0 – 669 г. пр.н.е.)